# 덱스터 파울러
윌리엄 덱스터 파울러(William Dexter Fowler, 1986년 3월 22일 ~ )는 미국의 프로 야구 선수로 현재 메이저 리그 베이스볼 로스앤젤레스 에인절스의 외야수이다.  그는 이전적으로 콜로라도 로키스, 휴스턴 애스트로스와 시카고 컵스를 위하여 활약하였다.  그는 미국 야구 국가대표팀의 일원으로서 2008년 하계 올림픽에서 미국을 대표하였다.

## 아마추어 경력
애틀랜타에서 태어난 파울러는 조지아주 밀턴에 있는 밀턴 고등학교에서 수학하였다.  밀턴에서 파울러는 105개의 타수에서 14개의 홈런과 함께 .457 점을 쳤다.  원래 마이애미로 헌신된 후에 그는 하버드 대학교와 마이애미 대학교로부터 제공들을 거부하였다.  로키스와 계약을 맺기 전에 파울러는 독점적으로 오른손 잡이 타자였다.

### 국제 경력
2008년 시즌 동안 마이너 리그의 선수로서 파울러는 중화인민공화국 베이징에서 열리는 2008년 하계 올림픽에서 미국을 대표하였다.  그와 미국 팀은 3위 쟁탈 경기에서 일본을 8 대 4로 꺾어 올림픽 동메달을 획득하는 데 그쳤다.

## 프로 경력

### 콜로라도 로키스

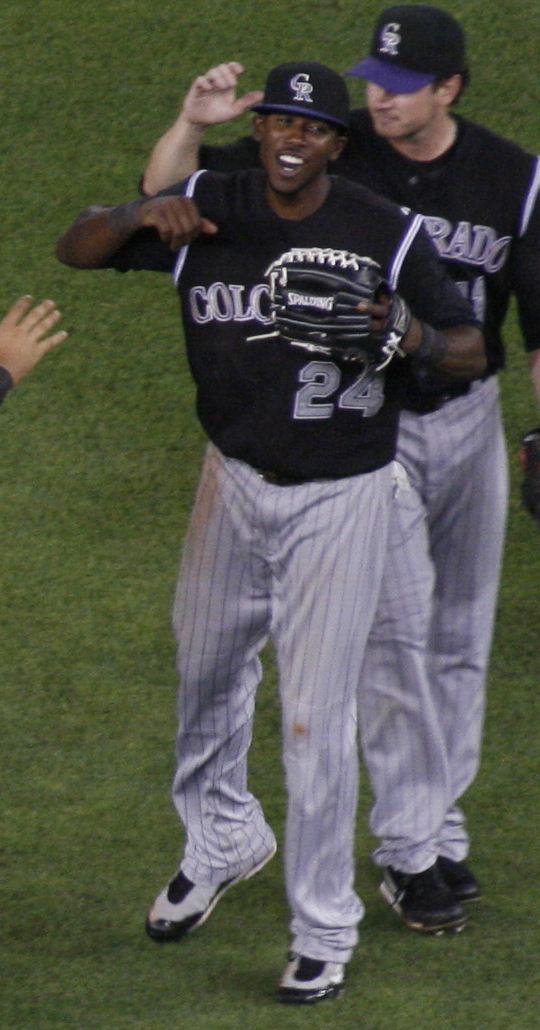
콜로라도 로키스 활약 시절

파울러는 2004년 메이저 리그 베이스볼 드래프트의 14번째 라운드에서 콜로라도 로키스에 의하여 드래프트되었다.  2008년 그는 양키 스타디움에서 열린 올스타 퓨처스 게임에서 뛰는 데 메이저 리그 베이스볼에 의하여 선발되었다.
2008년 올림픽에서 미국 팀을 위하여 뛰는 데 대비하여 파울러는 로키스의 더블 A 텍사스 리그 제휴 털사 드릴러스를 위하여 9개의 홈런, 6개의 타점과 20개의 도루와 함께 .337 점을 타구하였다.
9월 2일 파울러는 처음으로 메이저 리그로 소집되었다.  그는 샌프란시스코 자이언츠에 6 대 5의 엑스트라 이닝 홈 승리에 그날에 데뷔를 하여 10번째 이닝의 말기에서 대주자로서 들어와 1루에서 이어서 견제구 되었다.  이어진 날 자이언츠를 상대로 9 대 2의 홈 패배의 3회 이닝의 말기에서 파울러의 첫 타수에 그는 우익수로 출원하였다.
9월 10일 파울러는 애틀랜타 브레이브스를 상대로 9 대 5의 도로 패배의 7번째 이닝의 정상에서 윌 오먼에 자신의 첫 안타인 내야수 안타를 기록하였다.
2009년 4월 8일 파울러는 9 대 2의 도로 승리의 일부로서 애리조나 다이아몬드백스의 더그 데이비스에 자신의 첫 경력 홈런을 쳤다.  그는 경기의 첫 투구에 홈런을 쳐 그렇게 하는 데 로키스 역사상 첫 선수가 되었다.
4월 27일 파울러는 12 대 7의 승리에 샌디에이고 파드리스를 상대로 자신이 5개의 도루를 가질 때 현대의 루키 기록을 동점매겼다.
2010년 파울러는 3루타에서 메이저 리그를 이끌어 시즌에 14를 축적하였다.  그해에 439개의 타수에서 그는 6개의 홈런을 치고, 36개의 타점, 73개의 매긴 득점과 총 114개의 안타를 가졌다.
2011년 파울러는 3루타에서 내셔널 리그에서 3위를 하여 그 시즌에 15개를 쳤다.  그해에 481개의 타수에서 그는 5개의 홈런을 치고, 45개의 타점, 84개의 매긴 득점과 총 128개의 안타를 가졌다.
2012년 시즌은 파울러의 타격 통계가 경력 사상으로 증가하는 것을 보았다.  그는 13개의 홈런을 치고, 454개의 타수에서 53개의 타점과 .300의 타구 평균을 가졌다.
하지만 홈구장 쿠어스 필드에서 타구하는 동안 그의 성공의 거의가 왔다.  그의 홈 OPS는 .880 이었으나 로드에서는 .694 밖에 안되었다.

### 휴스턴 애스트로스
2013년 12월 3일 파울러는 외야수 브랜든 반스와 투수 조던 라일스를 위하여 휴스턴 애스트로스로 후에 임명되는 데 한 선수와 더불어 이적되었다.  로키스는 결국적으로 후에 임명될 선수 대신 거래를 완료하는 데 애스트로스로 현금을 보냈다.  그는 2014년 시즌 동안 애스트로스를 위하여 116개의 경기에서 .276 점을 쳤다.

### 시카고 컵스

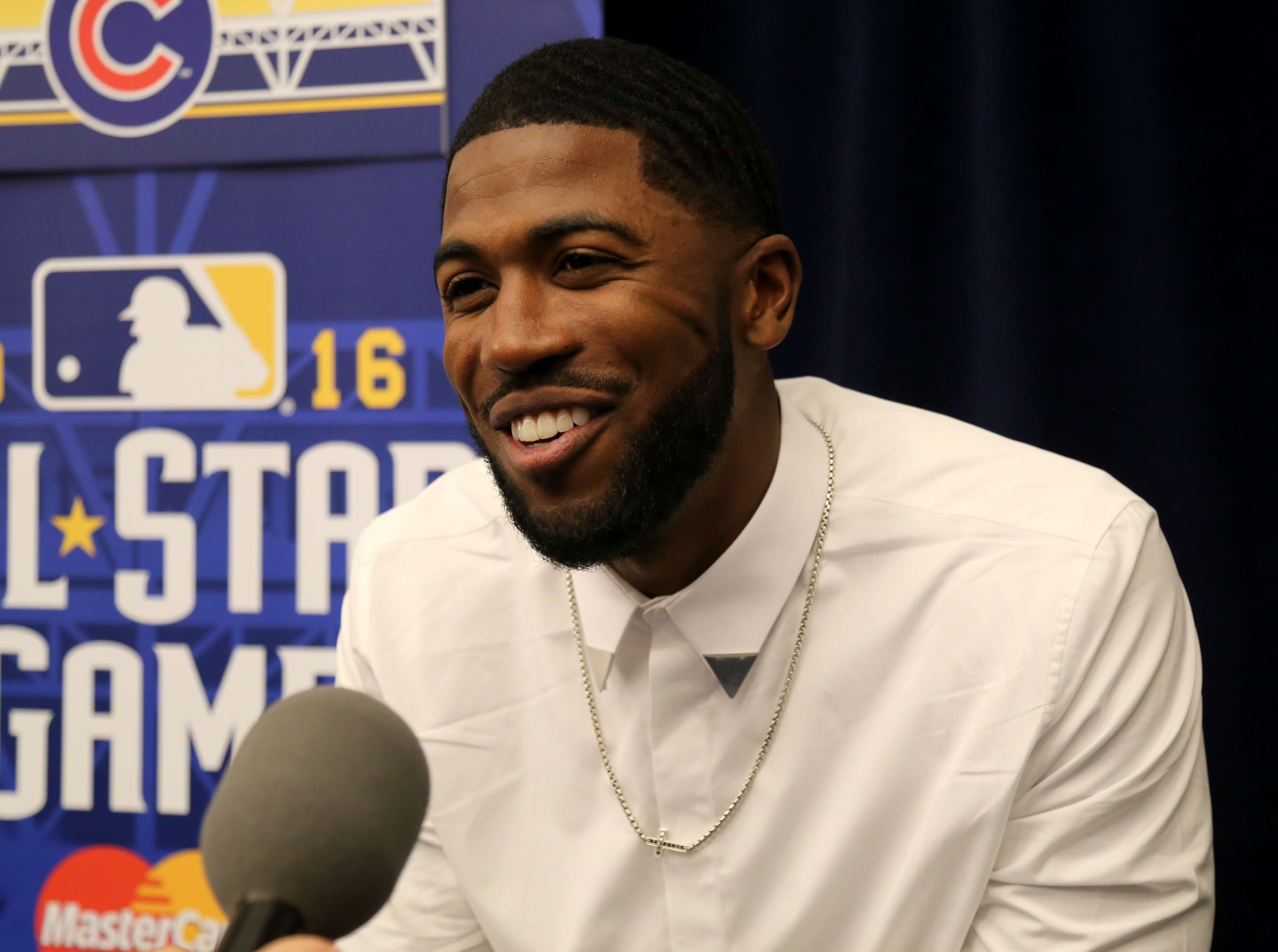
2016년 올스타 경기 가능성에 기자 회견을 가지는 파울러

2015년 1월 19일 파울러는 루이스 발부에나와 댄 스트레일리를 위하여 시카고 컵스로 이적되었다.  그는 .250의 평균과 102개의 매긴 득점, 46개의 타점, 17개의 홈런과 20개의 도루와 함께 2015년 시즌을 끝냈다.  그해 내셔널 리그 와일드 카드 경기에서 파울러는 3개의 안타, 3개의 매긴 득점, 하나의 타점, 하나의 홈런과 하나의 도루와 함께 피츠버그 파이리츠에 4 대 0의 승리로 컵스에 도움을 주었다.
97 승 65 패 기록과 함께 컵스가 2015년 시즌을 끝내면서 팀은 7년 만에 처음으로 포스트시즌으로 들어갔다.  9개의 포스트시즌 경기에서 파울러는 2개의 홈런과 3개의 타점과 함께 .396 점을 타구하였다.  뉴욕 메츠를 상대로 2015년 내셔널 리그 챔피언십 시리즈의 4번째 경기에서 그는 컵스가 포스트시즌으로부터 탈락되는 것으로 보이면서 스트라이크아웃 되는 데 최종 타자였다.
파울러는 1주 일찍이 볼티모어 오리올스와 3년 계약으로 보고적으로 동의되었음에 불구하고, 2016년 2월 25일 2017년 시즌을 위하여 공동 선택권을 포함한 컵스와 함께 1년 계약을 맺었다.  오리올스는 탈퇴 조항에 파울러의 주장이 거래 보류였고, 그가 컵스와 함께 계약을 맺을 때 자신들이 약점이었다고 단언하였다.  다른 방면에 파울러는 오리올스와 거래로 자신이 전혀 동의하지 않았고, 비밀 따위가 새는 정확하지 않은 정부를 위하여 그와 그의 대리인이 팀과 대중매체를 핑계대었다고 주장하였다.
5월 5일 심판 빅 카라파자에 의하여 3번이나 스트라이크 부름을 논쟁으로 파울러는 자신의 첫 경력 메이저 리그 베이스볼 퇴거를 얻었다.  파울러는 6명의 다른 동료 선수들과 더불어 컵스를 대표하는 2016년 자신의 첫 올스타 경기로 선발되었다.
파울러는 13개의 홈런을 치고, 48개의 타점과 84개의 매긴 득점과 함께 .276 점을 타구하면서 한해를 끝냈다.  그는 스트라이크 존 외부로 투구의 19.4% 만을 스윙하였다 (메이저 리그에서 최저 퍼센티지).
10월 25일 동료 선수들 제이슨 헤이워드, 에디슨 러셀과 칼 에드워즈 주니어와 더불어 파울러는 월드 시리즈 경기에서 컵스를 위하여 활약하는 데 첫 아프리카계 미국인 선수들이 되었다.  추가적으로 파울러는 월드 시리즈에서 컵스를 위하여 나오고 타구하는 데 첫 아프리카계 미국인 선수였다.  파울러는 월드 시리즈에서 컵스를 위하여 출발하는 데 첫 아프리카계 미국인 선수이다.
파울러는 홈런과 함께 월드 시리즈의 7번째 경기를 이끌어 홈런과 함께 월드 시리즈 7번째 경기를 이끄는 데 역사상 첫 선수가 되었다.  컵스는 10개의 이닝에서 8 대 7로 경기를 우승하여 108년 만에 팀에게 그들의 첫 챔피언십을 주었다.  11월 5일 파울러는 2017년 시즌을 위한 공동 선택권을 거절하였고 자유 계약 선수가 되었다.

### 세인트루이스 카디널스

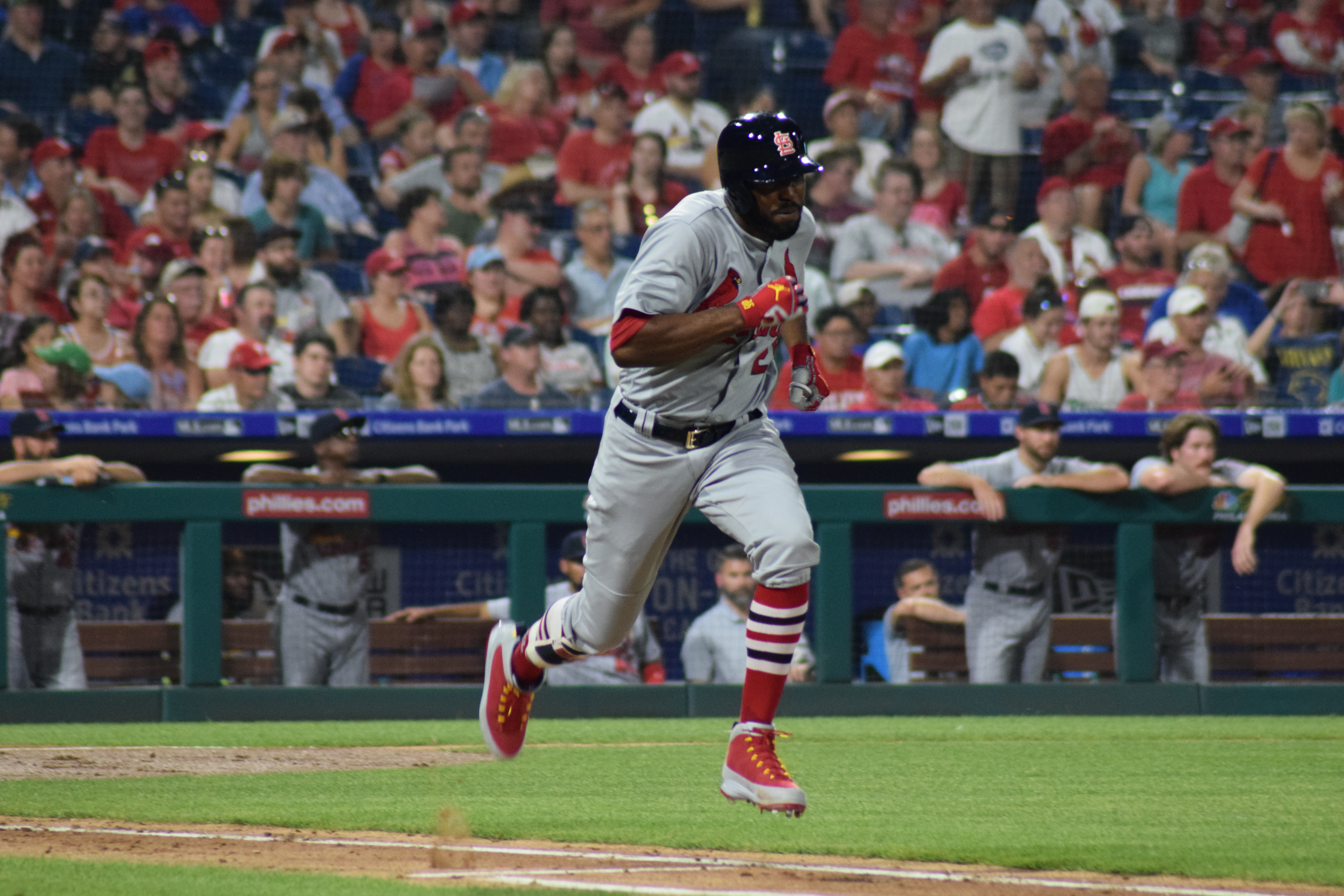
세인트루이스 카디널스 이적 후

2016년 12월 9일 파울러와 세인트루이스 카디널스는 5년, 82.5 백만 달러 거래로 동의하였다.  2017년 4월 19일 그는 파이리츠의 투수 게릿 콜을 상대로 카디널스 선수로서 자신의 첫 홈런을 쳤다.  파울러는 118개의 경기에서 .264의 타구 평균, 18개의 홈런과 64개의 타점과 함께 카디널스에서 자신의 첫 시즌을 끝냈다.
2018년 시즌에 대비하여 그는 카디널스의 출발 우익수가 되는 데 수비 위치를 옮기는 데 동의하였으며 오프 시즌에 카디널스는 토미 팸을 중견수로 옮겼고 마르셀 오즈나를 획득하였다.  5월 6일 자신의 전 소속 팀 컵스를 상대로 14번째 이닝의 말기에서 자신의 처음이자 마지막 끝내기 홈런을 쳤다.  그의 2개의 홈런은 카디널스를 4 대 3의 승리로 이끄는 도움을 주었다.  8월 21일 파울러는 60일간 장애자 명단에 놓여 자신이 90개의 경기에서 8개의 홈런과 31개의 타점과 함께 .180/.278/.298 점을 휘두른 실망스러운 2018년 시즌을 끝냈다.
파울러는 카디널스의 출발 우익수로서 2019년 건강한 몸으로 돌아왔다.  정규 시즌 동안 150개의 경기들에 그는 19개의 홈런과 67개의 타점과 함께 .238/.346/.409 점을 휘둘렀다.

## 개인 생활
파울러는 데리야 파울러에게 결혼하여 함께 2명의 딸 - 네이야와 아이비를 두었다.  그들은 오프 시즌 동안에 라스베이거스에서 사는 편이다.  파울러는 기독교 신자이다.  파울러는 또한 조지아주 출신의 전 동료 선수 크리스 넬슨과 좋은 친구이다.

## 같이 보기
- 올림픽 야구 메달리스트 목록